# 杜科 (加利福尼亞州)
杜科（英語：Ducor）是位於美國加利福尼亞州圖萊里縣的一個人口普查指定地區。

## 地理
杜科的座標為35°53′32″N 119°02′53″W / 35.89222°N 119.04806°W，而該地最高點為海拔高度167米（即548英尺）。

## 人口
根據2010年美國人口普查的數據，杜科的面積為1.581平方千米，當中陸地面積為1.581平方千米，而水域面積為0.000平方千米。當地共有人口612人，而人口密度為每平方千米387人。